# Eusebi de Vannes
Eusebi de Vannes (segle v) fou un rei semillegendari d'origen galoromà que va regnar sobre Vannes cap al 490. El regne d'Eusebi hauria estat compost del Vannetè, del Rennais, del Nantais i del País d'Aleth (marca de Bretanya). Era fill de Caradoc Freichfras, al que va succeir cap al final del segle v. Hauria perdut el regne davant de Waroch I.

## Biografia

### Llegenda
La Vida de sant Melani i la "Pouillé" de Rennes explica que cap al 490, el rei Eusebi va venir de Vannes a Comblessac per reprimir amb crueltat una rebel·lió d'habitants que refusaven reconèixer el seu domini. El rei, que acampava llavors al camp de Marsac, va ser presa a horribles sofriments que no van poder calmar els seus metges, i, tres dies després, la princesa Aspàsia, filla del rei, va ser ella mateixa turmentada. Eusebi va sentir parlar de la santedat de Melani, bisbe de Rennes, que es trobava llavors a Brain. El rei el va fer cercar i li va preparar un allotjament en un lloc anomenat Primeville. El sant va venir a la capçalera del rei en companyia d'alguns monjos del seu monestir. Eusebi es va penedir per als seus crims i tant ell com la seva filla van ser curats per Melani. La princesa, agraïda, va demanar al seu pare que fes do al sant bisbe de tot o part de Comblessac, cosa que Eusebi va concedir amb molt de gust, donant al sant aquesta parròquia sencera. Sant Melani ho va acceptar per als seus religiosos.

### Descendència
- Santa Aspàsia, filla del rei Eusebi i de la seva esposa santa Landuena